# 한정국 (배우)
한정국(1954년 2월 17일 ~ )은 대한민국의 배우이다.

## 이력
1972년 연극배우 첫 데뷔하였으며 1981년 뮤지컬배우 데뷔하였다.

## 출연 작품

### 영화
- 《가을을 남기고 간 사랑》 (1986년)
- 《새앙쥐 상륙작전》 (1989년)
- 《데카당스 37도 2분》 (1992년) - 삼촌 역
- 《러브 러브》 (1998년) - 과장 역
- 《테이크 아웃》 (2014년) - 석민 역

### 드라마
- 《풍운》(KBS1, 1982) - 이일직 역
- 《지금 평양에선》(KBS1, 1982년)
- 《독립문》(KBS1, 1984) - 이선념 역
- 《미로》(KBS2, 1984)
- 《첫사랑》(KBS1, 1984)
- 《새벽》(KBS1, 1985)
- 《땅에서도 이루어지소서》(KBS1, 1987)
- 《세노야》(KBS1, 1989년)
- 《파천무》(KBS2, 1990) - 이계전 역
- 《가까운 골짜기》 (KBS2, 1991년)
- 《형》(KBS2, 1991년 ~ 1992년)
- 《마지막 승부》 (MBC, 1994년)
- 《느낌》 (KBS2, 1994년)
- 《창공》(KBS2, 1995년)
- 《이웃집 여자》 (SBS, 1997년)
- 《성난 얼굴로 돌아보라》 (KBS2, 2000년) - 정상무 역
- 《태조 왕건》 (KBS1, 2000년) - 최필 역
- 《올인》 (SBS, 2003년)
- 《영웅시대》 (MBC, 2004년) - 오현태 역
- 《해신》(KBS2, 2004년 ~ 2005년)
- 《연개소문》 (SBS, 2006년 ~ 2007년) - 고대양 역
- 《히트》 (MBC, 2007년) - 형사반장 역
- 《뉴하트》 (MBC, 2007년) - 호텔 관계자 역
- 《바람불어 좋은 날》(KBS1, 2010)
- 《복희 누나》 (KBS2, 2011년) - 김진국 역
- 《힘쎈여자 도봉순》 (JTBC, 2017년) - 안출도 역
- 《우리가 만난 기적》 (KBS2, 2018년) - 이순오 회장 역

### 시트콤
- 《세남자 2009》 (TvN, 2009년)

### 방송
- 《체인지업 도시탈출》 (KBS2, 2015년)